# Nephodia musarana
Nephodia musarana är en fjärilsart som beskrevs av Paul Dognin 1896. Nephodia musarana ingår i släktet Nephodia och familjen mätare. Inga underarter finns listade i Catalogue of Life.